# Bande dessinée en ligne
 (avril 2019).
Une bande dessinée en ligne (webcomic en anglais) est une bande dessinée proposée sur Internet. Les bandes dessinées en ligne sont comparables aux bandes dessinées auto-éditées, dans la mesure où quiconque peut en créer et en publier une. Les bandes dessinées en lignes étant parfois structurées comme un blog, il est possible de rencontrer l'expression « blog BD » pour les désigner.

## Précurseurs anglophones
La première bande dessinée accessible via un réseau informatique est Witches and Stitches d'Eric Millikin diffusée en 1985 via Compuserve. Viennent ensuite T.H.E. Fox (1986), Where the Buffalo Roam (1991), Netboy (1993), Docteur Fun (1993), NetComics Weekly (1994, poursuivi jusqu'en 1999 en anglais et jusque 2001 en finnois). En 1995, Argon Zark! et Kevin & Kell font leur apparition. Les parutions de ces deux webcomics se poursuivent en 2007.
Argon Zark! de Charley Parker est sans conteste la première bande dessinée créée spécifiquement pour paraitre sur Internet :
- le récit s'organise sous forme de feuilleton à parution régulière ;
- les planches ont un format horizontal ;
- les couleurs sont choisies volontairement parmi la gamme de couleurs non-imprimables que seul un moniteur d'ordinateur peut afficher ;
- tout est réalisé par infographie avec une tablette graphique, certains décors intègrent des graphismes 3D ;
- l'interactivité et l'animation sont mises à contribution à travers l'usage de gif animés, de JavaScript, d'HTML dynamique, d'image map et plus récemment de Macromedia Flash ;
- en 1997 les 50 premiers épisodes ont été portés sur papier, dans une édition relevant du produit dérivé.

Tous ces caractères désignent Argon Zark! comme le maitre-étalon des bandes dessinées en ligne en ultérieures.
Les bandes dessinées en ligne sont à l'origine souvent liées à l'esprit libertaire qui a inspiré les premiers pas de l'Internet, et donc au partage gratuit. La question de la rentabilité, et donc d'un marché pour ce type de bande dessinée, est complexe.

## Débuts hésitants sur le web francophone

### Enthousiasme tardif et de courte durée
En 1997, la bande dessinée interactive fait ses premiers pas. Après des tentatives coûteuses de réalisation du CD-rom, c'est Internet qui accueille la bande dessinée qui s'y trouve à son aise alors que la technologie laisse encore peu de place à l'animation ou au son et privilégie les images légères à télécharger. Le festival d'Angoulême consacre des conférences à cette union, ainsi que 8 postes informatiques en accès libre. La même année, Luz fait figure de précurseur avec Ramon et Pedro : produite par Multimania et publiée par Wanadoo, cette série intégrait du son, de l'animation et de l'interactivité ; hormis les 5 premiers épisodes, les suivants étaient réservés aux abonnés de Wanadoo.
Dès 1998, certains auteurs de Fluide glacial publient dans la rubrique @Fluide du site du magazine, qui a donné naissance au webzine @Fluidz en 2000. C'est aussi cette année-là que naît la première communauté d'auteurs de bande dessinée amateurs : BDAmateur.
En 1999 le site de publication Coconino World ouvre ses portes pour publier aussi bien de jeunes auteurs issus des formations de bande dessinée d'Angoulême, que des trésors du patrimoine de la bande dessinée et de l'image narrative.
En 2000, un annuaire ouvre ses pages pour référencer la production en ligne francophone, c'est le futur Abdel-INN. C'est cette même année que fleurissent les bandes dessinées interactives, propulsées par des startups Internet : notamment John Lecrocheur en France ou L'Oreille coupée au Canada.

### Ravages de la bulle Internet
En 2001, les éditions Dupuis investissent plus de 2 millions de francs dans I/O Interactifs, les créateurs de John Lecrocheur, afin d'en détenir 51 %. Quelques années plus tard, I/O Interactifs disparaissent d'Internet, avec la série qui les avait fait connaitre et les premiers épisodes d'une nouvelle série dont la parution avait débuté. Cet exemple illustre l'impact de l'explosion de la bulle Internet sur les premières initiatives professionnelles en matière de bande dessinée en ligne.
À cette même période, tous les indicateurs sont au beau fixe pour la bande dessinée traditionnelle : chaque année la production et les ventes atteignent de nouveaux records, comme l'attestent les bilans de l'association des critiques de bande dessinée. Les quelques auteurs professionnels qui s'intéressent alors à une création en lien avec Internet (à l'image d'Yslaire qui change d'éditeur pour se consacrer à ses activités multimédia) s'en détournent progressivement. Les maisons d'édition adoptent une position attentiste, à la fois curieux de l'intérêt potentiel du public pour ce nouveau support et inquiets de la protection des droits d'auteurs. Internet n'offre alors aucune opportunité de publication, c'est pourquoi l'essentiel de la production est l'œuvre d'auteurs amateurs. Ces derniers publient principalement des planches scannées, bien que quelques-uns s'emploient à explorer d'autres voies dans une démarche qualifiable d'underground.
En 2001, Lapin de Phiip marque l'avènement du premier webcomic quotidien francophone. Cette série est rejointe par plusieurs autres, autour d'une ligne éditoriale d'humour absurde, certaines sont traduites de l'anglais (Red Meat, Bigger than cheese, Oglaf, Les Céréales du dimanche matin…) et d'autres sont des créations francophones originales (Les philosophes, La Dissonance des corps…)  Le webcomic Lapin présente d'ailleurs quelques originalités par rapport au modèle anglophone, notamment le fait qu'il soit en lecture verticale et qu'il soit fait en photomontage (les premières années, Lapin est aujourd'hui dessiné). La verticalité et le photomontage ont d'ailleurs influencé d'autres webcomics du portail Lapin, ainsi, il en est de même pour les philosophes qui existe depuis 2008 (une bande dessinée d'humour absurde autour de la philosophie). Tout comme pour Lapin, la tendance semble d'aller du photomontage intégral au dessin sommaire.
En 2002, l'annuaire des BD en ligne devient Abdel-INN, se voulant une « auberge espagnole » de tous les récits graphiques en ligne, il accorde une place importante aux commentaires et aux contributions du public.
En 2003 Magelis propose aux visiteurs de la Fête de l'Internet de créer et publier leur bande dessinée en ligne.
En octobre de la même année démarre un des premiers projets de traduction informatisée de BD en ligne, avec Megatokyo, de Fred Gallagher.

## Structuration du marché anglophone
Dès la fin des années 1990, les webcomics se sont multipliés, conjointement à la démocratisation d'Internet dans les pays anglosaxons. Ce type de contenu a su prendre les devant sur d'autres multimédias (vidéo, jeu en ligne…), qui nécessitaient des réseaux plus véloces et s'avéraient donc plus onéreux à déployer dans les premières années de développement d'Internet.
En 2000 Scott McCloud a dressé le bilan du marché du comic anglosaxon, suggérant que le webcomic était la solution à la crise traversée par son grand-frère. Depuis plusieurs années, le comic est fragilisé économiquement par une crise de son réseau de distribution et par une marginalisation de son public. Le webcomic semble bel et bien avoir bénéficié de cette mauvaise santé, en servant de salut à des auteurs qui ne trouvaient aucun débouché pour leur création dans le secteur traditionnel. Des publics variés se sont tournés vers ce contenu en ligne, exempt de l'image puérile que véhicule le comic de super héros.
En 2001 parait When I am a king de Demian5 qui consacre les idées défendues par McCloud autour de ce qu'il appelle « infinite canvas » (traduit en « toile infinie ») : un récit en ligne peut s'étendre à l'horizontale et à la verticale dans des dimensions virtuellement infinies, contrairement à un récit limité par l'espace de la page de papier. Pour autant les théories de McCloud ne suffisent pas à couvrir tout l'éventail des possibles, puisqu'il élude notamment les apports possibles du son, de l'animation ou de l'interactivité, ainsi que celui de l'instantanéité offerte par la publication sur Internet.

## 2005, année charnière

### Dans le monde
En 2005, le constat est dressé : Internet s'est doté d'un système éditorial propre, pour l'édition de bandes dessinées. Les pays anglosaxons et asiatiques sont montrés du doigt.

#### Asie
Les Japonais et les Coréens lisent des e-manga et des e-manhwa. En Corée, la bande dessinée en ligne représente près d'un quart du marché de la bande dessinée. Ces populations lisent non seulement sur ordinateur, mais aussi — et surtout — sur téléphone mobile. La console de jeux vidéo PSP de Sony bénéficie également d'une offre de bande dessinée en téléchargement.
En Corée, le SICAF fait la part belle aux Digital cartoons à partir de 2006 avec plusieurs milliers d'euros de prix mis en jeux pour l'ensemble des récits récompensés.
Au Japon en 2009, le chiffre d'affaires annuel de vente de mangas numérisés atteint les 200 millions d'euros. Le manga sur téléphone mobile représente alors 10 % du marché des mangas.

#### Monde anglosaxon

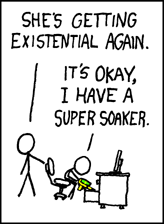
La bande dessinée XKCD.

Le webcomic Penny Arcade, lancé en 1998, vit des dons de ses lecteurs, de la publicité et de la vente de produits dérivés. Le portail Modern Tales de Joey Manley est rentable avec ses 100 000 abonnés. Aux États-Unis, un Will Eisner Award représente les webcomics et récompense Mom's Cancer de Brian Fies.
Le webcomic se développe, porté par le succès de séries telles que PvP Online de Scott Kurtz, Penny Arcade ou Inverloch. Certains auteurs explorent la publication destinée aux consoles portables, avec des récits tels que NYC2123 conçu pour être lu sur PSP
L'éditeur DC Comics lance en 2007 un portail d'édition de webcomics afin de publier de nouveaux talents venus d'Internet : Zuda Comics. Le rééquilibrage progressif du marché des comics en direction des webcomics débouche sur un chiffre d'affaires de 300 millions de dollars pour le marché du comics numérique en 2009. Certains auteurs indépendants vivent de leur création : le webcomic XKCD, avec 500 000 pages vues par jour fait vivre 3 personnes.

##### Webcomics publié en livre
Quelques exemples de webcomics publié sur papiers :
8-Bit Theater de sprite-comic, Applegeeks, Aoi House, Alpha Shade, Asheron's Call, Bunny, Nukees de Keenspot, Least I Could Do, Loxie & Zoot, Maliki, Megatokyo, Mom's Cancer, The Brick Testament, Buttercup Festival, Buzzer Beater, Cat and Girl, Chugworth Academy, Ctrl+Alt+Del, Cyanide and Happiness, Death to the Extremist, Diesel Sweeties, Dominic Deegan, Dork Tower, The Adventures of Dr. McNinja, Earthsong, El Goonish Shive, Errant Story, Erfworld, Faux Pas, Fetus-X : FreakAngels de Warren Ellis, Get Your War On, Girl Genius, Girly de Radio Comix, Greystone Inn de Brad Guigar, Hsu and Chan, I Drew This de Keenspot, Lesbian Pirates From Outer Space, Jack, The Joy of Tech, Jerkcity, Kevin and Kell, Narbonic, Nodwick, Oh My Gods!, The Order of the Stick, Ozy and Millie, PartiallyClips, Penny and Aggie, Piled Higher and Deeper, The Perry Bible Fellowship, PvP, Real Life, Red Meat, Rice Boy, Sam and Fuzzy, Sarah's Scribbles, Starslip, The Suburban Jungle, This Modern World, Toothpaste for Dinner, User Friendly, Van Von Hunter, Venus Envy, VG Cats, Wigu, xkcd, Penguin loves Mev , etc.

### L'exception francophone
L'année 2005 marque le réveil de l'Internet francophone. Dargaud ouvre l'espace Read Box destiné à pré-publier des albums (ou des extraits d'albums)… Mais cela n'est rien face au bouleversement amené par Frantico et les blogs BD.
Dès septembre se tient le premier Festival des blogs BD. Celui-ci consacre une nouvelle génération d'auteurs pour qui Internet est un lieu naturel de publication. Si nombre de ces auteurs escomptent séduire une maison d'édition, dans la foulée de l'illustre Frantico, certains se servent du blog comme un espace de publication et une fin en soi.
En 2006, Frantico est soupçonné d'être un autre pseudonyme de Laurent Chabosy, alias Lewis Trondheim au moment où ce dernier est consacré par le grand prix de la ville d'Angoulême et qu'il était également nommé pour le Prix du meilleur premier album avec Le blog de Frantico. Cette révélation ne coupe pas court pour autant aux espoirs des blogueurs. Parmi eux Lewis Trondheim édite Allan Barte avec Le Journal du lutin qui raconte la vie d'un enfant de 8 ans à la manière d'un blog à la première personne. D'autres suivent chez différents éditeurs : Libre comme un poney sauvage de Lisa Mandel en 2006…
Le journal d'un remplaçant de Martin Vidberg, Paris est une mélopée de Monsieur le chien et Maliki broie la vie en rose de Souillon en 2007… Le Festival des blogs BD signe sa troisième édition et le blog semble bel et bien être devenu une filière de nouveaux auteurs, pour les éditeurs traditionnels qui trouvent en Internet un excellent outil pour mesurer le potentiel des planches qui y sont publiées. Certains auteurs ne manquent pas pour autant de mettre en place leurs propres projets éditoriaux à l'image des Miniblogs qui consistent en de minuscules albums de bande dessinée à la fin desquels une adresse Web permet au lecteur de poursuivre son expérience sur Internet.
Contrairement aux autres régions du monde, sur l'Internet francophone la bande dessinée reste résolument tournée vers la tradition du papier.

## Évolution récente chez les francophones

### Période de maturation
À partir de 2005, trois postures cohabitent sur l'Internet francophone :
- la poursuite du phénomène des blogs BD comme support de publication et de promotion individuelle ;
- l'utilisation d'Internet comme tremplin collectif vers l'édition papier ;
- la recherche d'opportunités nouvelles, inspirées par les exemples étrangers, de publier des bandes dessinées conçues spécifiquement pour Internet.

En 2005, Phiip crée les Lapin Éditions, ou les Éditions Lapin, qui ont vocation à publier les webcomics du portail lapin. Le premier sorti sera Lapin 1, je suis un lapin version papier de Lapin (Comic Strip), suivi de Plus Fort que le Fromage, traduction de Bigger Than Cheeses de Desmond Seah. Les éditions lapins se sont récemment diversifiées pour proposer à la vente des calendriers, t-shirts et autres goodies inspirés des webcomics du portail. En parallèle, une forte augmentation de la fréquentation est à remarquer sur le portail : Lapin et les autres webcomics hébergés (Red Meat, Les Philosophes…) ont été vus par plus de 10 millions de visiteurs uniques fin 2009. Une véritable communauté s'est créée autour du portail Lapin.
Depuis 2006, BlogsBD.fr est la porte d'entrée vers les blogs BD, qui restent la principale forme de bande dessinée en ligne francophone. En janvier 2008, le Prix Révélation blog voit le jour à l'occasion du festival d'Angouleme. Il s'agit de récompenser les lauréats par l'opportunité d'éditer un projet sous forme d'album papier. Les blogueurs les plus célèbres tels que Boulet ou Pénélope Jolicoeur culminent à 30 000 connexions quotidiennes, Miss Gally atteint 10 000 visiteurs par jour.
En 2007, 30joursdebd.com réunit plusieurs dizaines d'auteurs autour de l'idée de publier une planche par jour afin d'être repéré par un éditeur, représentant ainsi la tradition d'une bande dessinée en ligne tournée vers l'édition papier.
À l’initiative de Lewis Trondheim, président de la 34e édition du Festival international de la bande dessinée d'Angoulême, La Maison des Auteurs d’Angoulême a accueilli les 24h de la bande dessinée les 23 et 24 janvier 2007. Cet exercice de style est inspiré du 24 hour comics day imaginé par Scott McCloud en 2004, il consiste - durant une journée par an - pour les auteurs de bande dessinée de par le monde à dessiner 24 planches en 24 heures ; le statut de McCloud dans le milieu des webcomics a conduit nombre d'auteurs à participer directement en ligne. Dans ce même esprit les planches réalisées à Angoulême ont été publiées en direct sur Internet avant d'être réunies en recueil. Le succès de l'initiative a conduit à sa reconduction pour 2008.
En janvier 2007 également, le portail d'hébergement Webcomics.fr ouvre ses portes avec l'idée de permettre aux auteurs de « publier des bandes dessinées sur Internet aussi simplement qu'on tient un blog ». Le 20 octobre 2007, il permet ainsi aux participants francophones du 24 hour comics day de publier leurs planches sur Internet. Auparavant, en juillet 2006, un autre portail d'hébergement Webamag.eu naissait pour accueillir gratuitement aussi des auteurs. Après des débuts intimistes, le portail est devenu le parrain officiel des « 24 hours comics days » de Saint-Lô.[réf. nécessaire]
En avril 2007 grandpapier est lancé. Ce site qui compte plus de 350 auteurs fait suite à deux expériences éditoriales en ligne précédentes, le journal de l'employé du Moi, sorte de blogs bd avant l'heure, qui vit le jour dès 2001. Et le site 40075km comics en 2005, ouvert à participation et gratuit qui exista un an et axé sur publication de webcomics sur la thématique du déplacement. À la fermeture en 2006 une sélection de 70 auteurs donna le livre 40075km comics. Grandpapier organise chaque année depuis 2008 ses propres 24h de la bande dessinée ainsi que de temps à autre des projets de collectifs où le site fait office de plate-forme de prépublication.
En septembre 2007, la maison d'édition Foolstrip ouvre ses portes. Elle se définit comme « la première maison d'édition de BD en ligne ». Avec 3 séries à son ouverture, elle rémunère effectivement ses auteurs à hauteur de 200 euros la planche hebdomadaire,.
En janvier 2008 parait le premier numéro d'El Coyote, journal BD en ligne à parution mensuelle regroupant des auteurs traditionnels comme Cromwell ou Riff et des blogueurs comme Tanxxx ou Poipoi.[réf. nécessaire] En janvier 2009 parait le premier numéro de Comic Strip Magazine, un magazine culturel gratuit qui publie de nombreux auteurs de BD issus de la blogosphère. Une version iPhone est lancée quelques mois plus tard.[réf. nécessaire] En juin 2009, les éditions Ego comme x lancent la nouvelle version de leur site, et publient gratuitement en ligne divers titres de leur catalogue ainsi que des archives inédites de leurs auteurs (Fabrice Neaud, Aristophane, Freddy Nadolny Poustochkine, Simon Hureau…).[réf. nécessaire]
En 2009 Anthony Rageul publie sa première version de Prise de tête, bande dessinée numérique explorant différentes possibilités d’interaction,.

### 2010: le marché balbutiant de la BD numérique
Face au succès de l'iPhone en France, plusieurs acteurs sont apparus pour décliner la bande dessinée sur smartphone, avec une visibilité croissante fin 2009 : Aquafadas et sa plateforme Ave!Comics, MobiLire, Forecomm, BDTouch ou encore Choyooz. Souvent indépendants des éditeurs, tous s'appuient sur le développement d'une visionneuse destiné à faciliter la lecture de bande dessinée sur écrans. Les visionneuses s'appuient souvent sur des effets visuels et sonores pour contrebalancer le petit format des écrans de téléphones. Le terme bande dessinée numérique se généralise pour désigner ces bandes dessinées vendues sous la forme d'applications au sein de l'AppStore ou de l'Android market. Reprenant les termes du rapport annuel de l'ACBD en 2009, la presse souligne l'état « balbutiant » du marché de la bande dessinée numérique.
L'essentiel de la production relève en effet de l'adaptation sur support numérique d'albums issus des fonds des éditeurs BD. L'Homme de Washington, une aventure de Lucky Luke fait figure de pionnier en décembre 2008 lorsqu'il paraît conjointement sur papier et sous forme d'application pour téléphone mobile. Avec 50 000 euros de chiffre d'affaires, cet album valide le modèle économique d'Aquafadas qui lève 1.2 million d'euros en novembre 2009.
L'idée d'une bande dessinée numérique de création est néanmoins bien présente : « c'est le passage de l'adaptation à la création de BD conçues pour le Net qui signera l'émergence d'un marché. » La série Bludzee de Lewis Trondheim fait figure d'exemple et d'exception en s'appuyant sur le support numérique pour diffuser des strips quotidiens en 19 langues par le biais d'une application mobile. En janvier 2010, Bludzee figure dans le top 50 des applications iPhone les plus téléchargées. Pour soutenir la création originale, une « fabrique d'auteurs » est en projet à Bordeaux sous le parrainage de Lewis Trondheim sous la forme d'une pépinière destinée à une trentaine d'auteurs.
Quelques acteurs misent sur le web plutôt que sur les applications mobiles. DigiBiDi propose de la bd à la demande depuis 2009 : il est possible d'acheter ou de louer pour quelques jours l'accès à une version numérique d'un album papier. Les marchands de presse numérisée LeKiosque.fr ou Relay.com se positionnent également sur ce créneau de la BD à la demande. En 2010 apparaît l'édition de BD en ligne communautaire avec Manolosanctis et Sandawe : le premier se veut un YouTube de la bande dessinée avec l'édition papier à la clé pour les projets les plus plébiscités, le second applique le modèle du crowdsourcing à la bande dessinée en proposant aux lecteurs d'investir financièrement pour produire des albums.
Début 2010, des auteurs indépendants s'approprient eux aussi le web avec des objectifs divers. Fred Boot offre une seconde vie à son album Gordo, un singe contre l'Amérique en le publiant sur Internet après que l'éditeur ait échoué à le promouvoir et à le vendre en librairie. Thomas Cadène lance le feuilleton Les Autres Gens avec plus d'une soixantaine de dessinateurs : pour 2,79 € par mois les lecteurs sont invités à suivre en ligne quotidiennement une « bédénovela » dans la plus pure tradition télévisuelle ; le concept attire 5000 lecteurs durant le premier mois gratuit. Lancé sans le soutien d'éditeurs, même si Dupuis publiera une dizaine de recueils papier tirés des Autres Gens, ce projet de soap quotidien finira par épuiser l'initiateur (et scénariste principal), mais aura tout de même connu une moyenne de 1200 abonnés.
Quant à Moon, il explore le potentiel interactif du support numérique avec son blog BD Bleuh.
Outre les partenariats et cessions de droits aux divers prestataires techniques, certains éditeurs s'efforcent de se positionner sur le marché de la BD numérique. Soleil Productions a diffusé en 2009 le premier album de Lanfeust Odyssey en version numérique sur leur propre plateforme avec un résultat mitigé (11 000 achats numériques contre 300 000 albums vendus). Delcourt mise pour sa part sur la création originale en s'associant en 2009 les services de Yannick Lejeune, ingénieur en informatique et instigateur du Festival des blogs BD, en tant qu'éditeur externe et directeur de collection chargé du numérique.
Quant au groupe Média-Participations (Dargaud, Dupuis, Kana, Lombard), numéro 1 européen de la bande dessinée, il a racheté Anuman Interactive en 2009 et ouvre une plateforme de diffusion de BD en ligne. Cette plateforme, nommée izneo, propose depuis fin mars 2010 des bandes dessinées en streaming, en accès permanent ou pour une durée de 10 jours. D'autres éditeurs depuis ont rejoint la plateforme (Bamboo, Casterman, Cinebook, Delcourt, Circonflexe, Fei, Fleurus, Fluide glacial, Grand Angle, Jungle, Lucky Comics, manolosanctis, Mosquito).
Un millier d'auteurs de bande dessinée ont signé une pétition intitulée « l'appel du numérique » pour protester contre le manque de concertation dans l'élaboration de tels projets par les éditeurs.
En 2020, trois auteurs de BD créent un site web, qui utilise le principe du cadavre exquis en bande dessinée, pour réaliser des histoires à plusieurs. Ce contenu est diffusé sous licence libre Creative Commons.

### Monétisation
Depuis quelques années, l'abonnement numérique à des livres révolutionnent petit à petit le marché du livre. La bande dessinée n'y échappe pas avec la sortie d'une offre comparable, mais entièrement consacrée à la BD avec la plateforme Izneo. YouScribe a aussi rejoint le mouvement en proposant depuis octobre 2014 plusieurs centaines d'albums accessibles dans sa formule d'abonnement aux ebooks. Ce nouveau moyen de consommation de la bande dessinée permet de profiter d'une offre illimitée en payant seulement quelques euros par mois (souvent 10 euros).
Le crowdfunding est un mode de financement possible pour la bande dessinée en ligne, mais il est souvent postérieur à la publication en ligne et destiné à la production d'une édition papier des webcomics ou blogs bd.
On peut citer l'exemple de la dessinatrice Laurel qui est parvenue à lever les sommes de 268 147 et 391 694 euros, pour la publication papier des deux tomes de sa bande dessinée Comme convenu, d'abord publiée en ligne sous forme de blog-bd. Le record dans le domaine pour les pays anglophones est le financement d'une version nouvelle imprimée du webcomic The Order of the Stick, par Rich Burlew, qui a atteint 1 254 120 dollars.
Il existe aussi des projets financés par micro-paiements réguliers, comme Le secret des cailloux qui brillent, lancé en 2016 par Thomas Mathieu.
Pour sa série Pepper&Carrot, David Revoy diffuse tout son contenu sous licence libre Creative Commons Attribution, en précisant qu'il a été produit avec des logiciels libres. En contrepartie il fait un appel aux dons à travers la plateforme Patreon. Son succès motive l'éditeur Glénat à publier son travail en version papier, sans verser de salaire ni de droit d'auteur mais en participant aux dons.

## Genres
La bande dessinée en ligne permet de développer des créations dans tous les genres : journal (blog de Lewis Trondheim, aventure, humour qui sont des genres habituels en bande dessinée sur support papier mais aussi des thématiques plus rares comme la vulgarisation scientifique (Tu mourras moins bête… de Marion Montaigne édité ensuite en livre et adapté en dessin animé ou les travaux diffusés par l'éditeur JKX Comics fondé par trois doctorants américains en science de l'Université du Wisconsin à Madison).

## Récompenses
- Web Cartoonists' Choice Awards (récompense les dessinateurs et comics sur le web)
- Révélation blog (récompense les auteurs de blogs BD par des opportunités d'édition de projets papier)
- SICAF Digital comics (récompense des bandes dessinées digitales)
- Prix Ingratz catégorie Meilleure bande dessinée en ligne (Outstanding Online Comic, 2001-)